# Shetland Museum

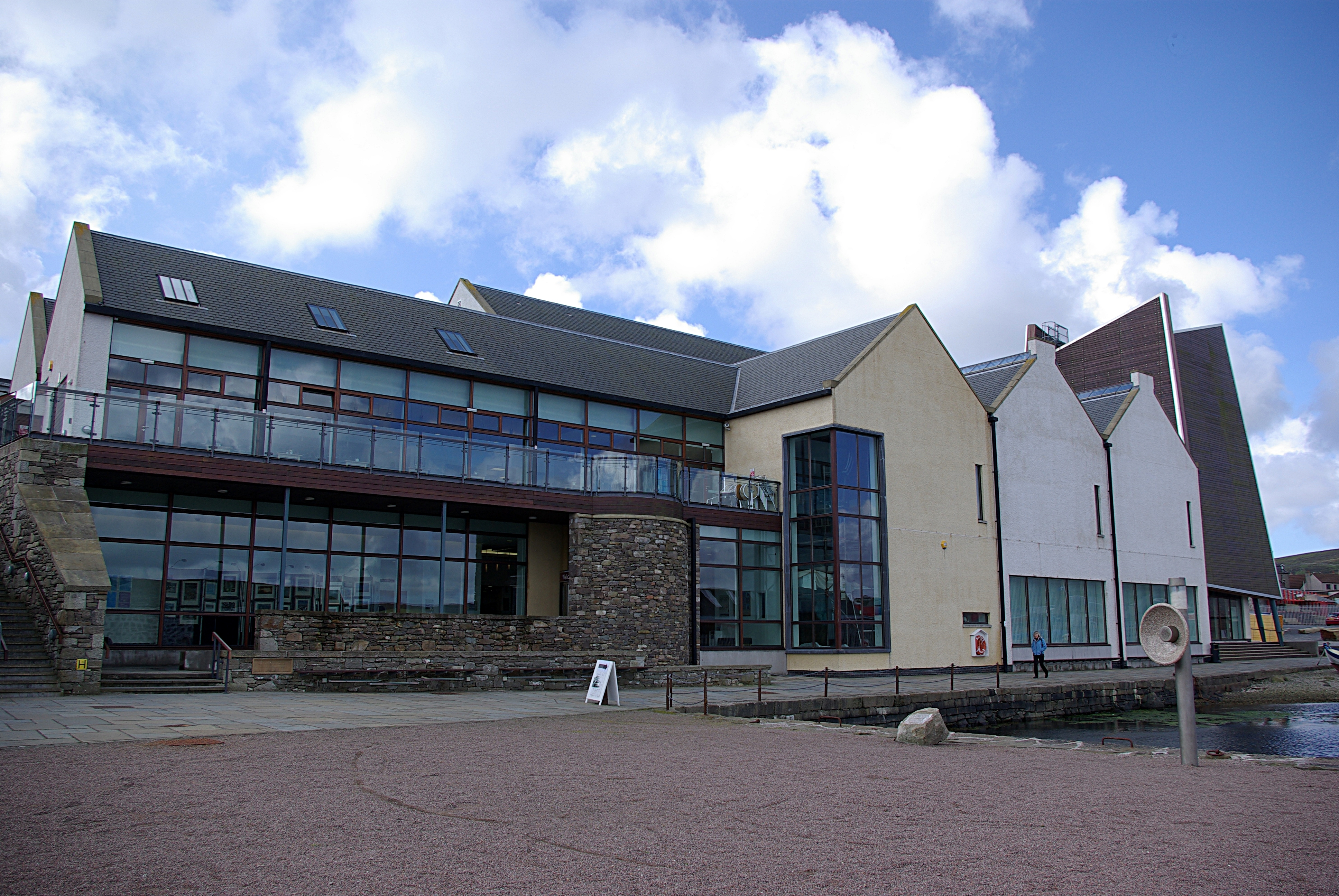
Das Shetland Museum in Lerwick

Das Shetland Museum ist ein Museum in Lerwick, der Hauptstadt der schottischen Shetlandinseln. Der Neubau, der die fünffache Größe der vorhergehenden Örtlichkeiten hat, wurde 2004 begonnen und 2007 eröffnet. Finanziert wurde das Projekt zum Teil durch Lotto-Einnahmen.
Auf zwei Etagen wird auf einer Fläche von etwa 900 m² die Geschichte der Shetlandinseln präsentiert. Zu den Themen Umwelt, Geologie, Landwirtschaft, Fischerei und Folklore befinden sich Ausstellungsstücke im Erdgeschoss. Im Obergeschoss stehen Politik, Industrie, Kleidung, Walfang und Handelsmarine im Fokus der Ausstellung. Das Archiv umfasst Landkarten, Literatur wie Biographien und Genealogie sowie Akten der Church of Scotland, soweit sie die Shetlands betreffen. Daneben gibt es einen Saal in der Größe von 120 m² und ein Café.